# Бойчук Богдан Романович
Бойчук Богдан Романович (18 березня 1963, с. Більче-Золоте Борщівського району Тернопільської області) — український вчений-медик. Доктор медичних наук (1999), професор (2001).

## Життєпис
Закінчив Тернопільський медичний інститут (1986, нині Тернопільський державний медичний університет імені І. Я. Горбачевського), де й працює: асистентом, старшим викладачем, доцентом, завідувачем кафедри гігієни та екології, від 2002 — завідувачем кафедри медичної біології, генетики та паразитології.
Вивчає етиологію, патогенез, клініку, диференціальну діагностику, фармакотерапію та профілактику отруєнь грибами (автор дисертації — Бойчук Богдан Романович. Фармакологічна корекція метаболічних розладів при отруєнні блідою поганкою: Дис… д-ра мед. наук: 14.03.05 / Тернопільська держ. медична академія ім. І. Я. Горбачевського. — Т., 1998. — 344л. — Бібліогр.: л. 287—344.)